# 노상직 소눌문집 목판 외 20종
노상직 소눌문집 목판 외 20종(盧相稷 小訥文集 木板 外 20種)은 대한민국 경상남도 밀양시 내일동에 있는, 구한말의 대학자 노상직(1854∼1931)의 시문을 모아 만든 문집목판으로, 48권 목록 1책을 합하여 25책이나 되는 방대한 유물이다.
1979년 12월 29일 경상남도의 유형문화재 제176호 소눌선생문집책판외20종으로 지정되었다가, 2018년 12월 20일 현재의 명칭으로 변경되었다.

## 개요
이 책판은 구한말의 대학자 노상직(1854∼1931)의 시문을 모아 만든 문집목판으로, 48권 목록 1책을 합하여 25책이나 되는 방대한 유물이다.
노상직은 성품이 온화하고 학문이 뛰어나 일찍 나라의 부름을 받았으나 혼란한 때라 하여 후진을 기르는데 노력하였다. 이식의 학맥을 이은 허전의 의발을 받아 민족문헌 보급의 실천적인 학풍을 세운 대유학자이다. 실사구시의 학풍을 이은 학자로서 인명사전인 『동국씨족고』, 교육용 교과서인 『여사수지』, 실천적 예의책인 『상례편람』, 역사지리책인 『강역고』등 다수의 많은 저술들을 남겼다.
48권 24책이나 되는 방대한 분량의『소눌선생문집』책판은 그가 죽은 후 1934년에 밀양 노곡에서 문인들에 의해 간행된 것이다. 문집의 내용은 시(詩), 서(書), 임금에게 상소한 내용인 소(疏), 잡저(雜著), 책의 앞에 적은 서기(序記), 발문, 비문에 새긴 글인 명(銘), 집을 지을 때 지은 상량문, 축문, 제문, 행장, 년보 등으로 분류되어 있다.
대한제국 말기와 일제점령기 중반까지 살다 돌아가신 대학자의 저술로 당시 밀양을 중심으로 한 향촌사림의 동향과 성격이 드러나 있다.

## 같이 보기
- 노상직

## 참고 문헌
- 노상직 소눌문집 목판 외 20종 - 국가유산청 국가유산포털